# Березівська сільська рада (Хорошівський район)
Березівська сільська рада — колишня адміністративно-територіальна одиниця та орган місцевого самоврядування у Черняхівському і Хорошівському районах Коростенської і Волинської округ, Київської та Житомирської областей УРСР та України з адміністративним центром у селі Березівка.

## Населені пункти
Сільській раді були підпорядковані населені пункти:
- с. Березівка
- с. Полівська Гута
- с. Торчин.

## Населення
Відповідно до результатів перепису населення 1989 року, кількість населення ради, станом на 12 січня 1989 року, становила 542 особи.
Станом на 5 грудня 2001 року, відповідно до перепису населення України, кількість мешканців сільської ради становила 448 осіб.

## Склад ради
Рада складалась з 12 депутатів та голови.

## Керівний склад сільської ради
| ПІБ                      | Основні відомості                                                             | Дата обрання | Дата звільнення |
| ------------------------ | ----------------------------------------------------------------------------- | ------------ | --------------- |
| Свобода Тамара Артурівна | Сільський голова, 1951 року народження, освіта, позапартійна                  | 26.03.2006   | 31.10.2010      |
| Свобода Тамара Артурівна | Сільський голова, 1951 року народження, освіта середня загальна, позапартійна | 31.10.2010   |                 |

Примітка: таблиця складена за даними джерела

## Історія
Утворена 24 серпня 1923 року, відповідно до рішення Волинської ГАТК № 4 «Про зміни границь в межах округів, районів і сільрад», в складі с. Березівка та колоній Торчин Давидівської сільської ради, Грушки, Софіївка Грушківської сільської ради, Селянський Млинок Селянщинської сільської ради, Федорівка Поромівської сільської ради Кутузівського району. 27 жовтня 1926 року колонії Селянський Млинок та Федорівка були передані до складу новоствореної Федорівської сільської ради Володарського району. 28 березня 1928 року до складу ради включено с. Паліївська Гута Поромівської сільської ради.
Станом на 1 вересня 1946 року сільська рада входила до складу Володарсько-Волинського району Житомирської області, на обліку в раді перебували села Березівка, Грушки, Полівська Гута, Софіївка та Торчин.
11 серпня 1954 року до складу ради включено с. Грушки та х. Грабняк ліквідованої Грушківської сільської ради Володарсько-Волинського району. 
Станом на 1 січня 1972 року сільська рада входила до складу Володарсько-Волинського району Житомирської області, на обліку в раді перебували села Березівка, Грабняк, Грушки, Полівська Гута, Софіївка й Торчин.
12 серпня 1974 року сільську раду перейменовано на Грушківську з перенесенням адміністративного центру до с. Грушки. Тоді ж підпорядковано с. Давидівка ліквідованої Давидівської сільської ради. Відновлена 26 червня 1992 року в складі сіл Березівка, Полівська Гута та Торчин Грушківської сільської ради Володарсько-Волинського району.
Ліквідована 27 грудня 2016 року в зв'язку з об'єднанням до складу Хорошівської селищної територіальної громади Хорошівського району Житомирської області.
Входила до складу Хорошівського (Кутузівського, Володарського, Володарсько-Волинського; 24.08.1923 р., 8.12.1966 р.) та Черняхівського (30.12.1962 р.) районів.